# Francisco Toscano
Francisco Toscano Sánchez (Sevilla, 30 de junio de 1949), conocido simplemente como Francisco Toscano, es un político español del Partido Socialista Obrero Español. Fue alcalde de la ciudad de Dos Hermanas ininterrumpidamente, desde 1983 a 2022. Antes de ser político fue abogado laborista.

## Biografía
Nació en 1949, siendo el octavo de una familia de catorce hermanos. Su padre era juez. Estudió Derecho en la Universidad de Sevilla, donde fue representante estudiantil. En 1972 empezó a trabajar en Cerámicas de Bellavista. Ahí conoció al sindicato UGT, que tenía una gran presencia en el municipio. Tras casarse en 1974, con Basilia Sanz, se trasladó a vivir a Dos Hermanas.  
En 1975 dejó su trabajo en la fábrica y se dedicó a ejercer de abogado en un bufete particular, hasta que reclamado por la Unión Local de la UGT en 1979, pasó a ejercer de abogado laboralista . Al principio llevaba casos de la UGT y era simpatizante del PSOE, del cual se afilio en 1981. 
Es consejero de EMASESA desde 1983. Ha sido diputado provincial (1983-2003). Presidente de la Federación Andaluza de Municipios y Provincias (2004-2012),fue alcalde de Dos Hermanas durante 39 años, dejando el cargo en enero de 2022, donde fue sucedido Francisco Rodríguez.
Por último en 2025, fue nombrado Hijo Predilecto y Adoptivo de dicha ciudad.